# Shipton (Shropshire)
Shipton – wieś i civil parish w Anglii, w hrabstwie Shropshire. W 2011 civil parish liczyła 121 mieszkańców. Shipton jest wspomniana w Domesday Book (1086) jako Scipetune.